# Serruria furcellata
Serruria furcellata är en tvåhjärtbladig växtart som beskrevs av Robert Brown. Serruria furcellata ingår i släktet Serruria och familjen Proteaceae. Inga underarter finns listade i Catalogue of Life.